# Institut de Sociolingüística Catalana
L''Institut de Sociolingüística Catalana (ISC) és una institució adscrita a la Direcció General de Política Lingüística de la Generalitat de Catalunya, creada el 1980.
La funció de l'Institut de Sociolingüística Catalana és la recerca sociolingüística i l'assessorament del Departament de Cultura de la Generalitat de Catalunya. Els seus objectius principals són els d'efectuar treballs de recerca sociolingüística, centrant-se en el seguiment del procés de normalització de l'ús del català; redactar informes d'assessorament per al Departament de Cultura i Mitjans de Comunicació i els òrgans de la Generalitat que ho sol·licitin, en els aspectes de política lingüística; formar una biblioteca especialitzada en temes sociolingüístics i un arxiu exhaustiu de les investigacions sociolingüístiques realitzades en terres catalanes; i establir una relació amb institucions científiques i administratives de parla catalana, per tal d'impulsar l'ús d'una modalitat estàndard segons les normes de l'Institut d'Estudis Catalans.
L'ISC disposa d'una biblioteca especialitzada, que es coordina amb altres institucions semblants. Des de l'any 1982 disposa d'una comissió d'assessorament formada per experts. La seva tasca principal el la d'analitzar la situació sociolingüística catalana i realitzar i emetre informes que la posin de manifest. També s'ocupa de la legislació lingüística, treballant en sistemes que permetin mesurar i avaluar l'evolució de la llengua catalana. En aquest sentit, fa el seguiment de la normativa i la jurisprudència sobre dret lingüístic del català, assessorant la ciutadania en matèria de legislació i drets lingüístics i també amb relació a la situació social i jurídica de la llengua catalana. També s'ocupa d'organitzar un centre de documentació especialitzat en matèria de sociolingüística, dret lingüístic i planificació lingüística.
Des de l'Institut de Sociolingüística Catalana s'han promogut enquestes i estudis, com l'anàlisi del cens de 1981, o enquestes sobre actituds i usos entre la població adulta de la conurbació barcelonina. També s'han dut a terme altres enquestes en diverses zones del domini lingüístic, com al País Valencià (1985) o a les Illes Balears (1986), de vegades encarregades pels respectius governs, altres vegades per iniciativa d'un grup d'investigadors, i també enquestes que pretenen abastar el conjunt del domini lingüístic de parla catalana (1990), per iniciativa de l'Institut Mediterrani d'Estudis Avançats (IMEDEA) (Universitat de les Illes Balears - CSIC), amb la col·laboració de la Universitat de Perpinyà, la Universitat Autònoma de Barcelona, i la Universitat de València.